# Combretum confertum
Combretum confertum är en tvåhjärtbladig växtart som först beskrevs av George Bentham, och fick sitt nu gällande namn av Laws.. Combretum confertum ingår i släktet Combretum och familjen Combretaceae. Inga underarter finns listade i Catalogue of Life.